# Darrål

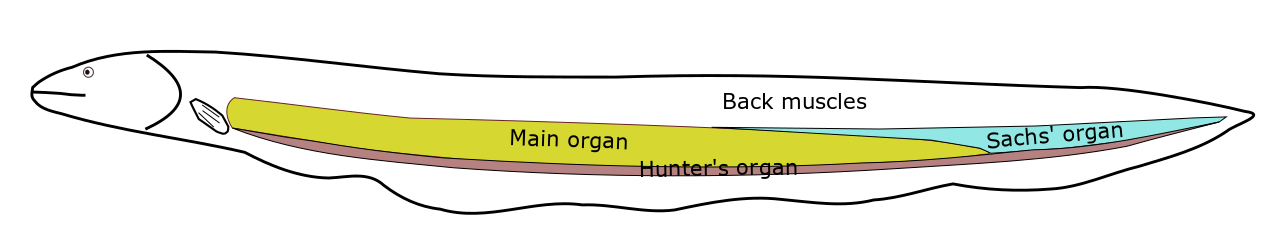
Skiss av fiskens elektriska organ.

Darrål eller elektrisk ål (Electrophorus electricus) är en fiskart som först beskrevs av den svenske botanikern Carl von Linné år 1766. Darrålen ingår i släktet Electrophorus, och familjen knivfiskar. IUCN kategoriserar arten globalt som livskraftig. Inga underarter finns listade.
Darrålen lever i syrefattiga vatten i Sydamerika och kan bli uppemot 2,5 meter lång och väga 20 kg. Darrålen är nästan blind men har tre elektriska organ som används för lokalisering, kommunikation inom arten, bedövning av bytesdjur och försvar. Den elektriska ålen producerar starka elektriska strömmar för att fånga sitt byte. Den räknas till starkströmsfiskarna, men fungerar alltså egentligen både som en starkströmsfisk och som en svagströmsfisk. Darrålen kan alstra en spänning på uppemot 860 volt med en strömstyrka på 1 ampere (860 watt). 
Längs kroppen finns elektroreceptorer som kan känna av de svaga elektriska signalerna från muskelaktiviteten av andra fiskar. Fiskens kropp med dess vitala delar ryms i dess främre del strax bakom huvudet medan ”svansen” är en enda kraftig muskel där den alstrar sin elektricitet. 
Fisken har tre elektriska organ, varje organ delat i en vänster- och en högerdel: huvudorganet, Sachs organ, och Hunters organ. De har fyra olika fysiologiska funktioner: orientering, kommunikation, jakt och försvar. Signaler går från hjärna till elektrocyter, de el-producerande celler de tre organen är uppbyggda av. Normalt pumpas natrium- och kaliumjoner ut ur cellerna, och ger en positiv laddning. När fisken fyrar av öppnas jon-kanaler snabbt, natrium- och kaliumjoner utanför cellen flödar tillbaka in. Momentant uppstår en negativ laddning på elektrocytens ena sida, och ökar den elektriska potentialen med ca 0,15 volt per cell. Genom denna snabba förändring i potential, hos vuxna djur över 800 volt, genereras en elektrisk ström vid beröring av fisken. 
I och med att den lever i syrefattiga vatten kommer den då och då upp till ytan för att andas luft, men detta innebär inte att den saknar gälar.